# Rubus ikenoensis
Rubus ikenoensis är en rosväxtart som beskrevs av Lév. och Eugène Vaniot. Rubus ikenoensis ingår i släktet rubusar, och familjen rosväxter. Inga underarter finns listade i Catalogue of Life.

## Bildgalleri

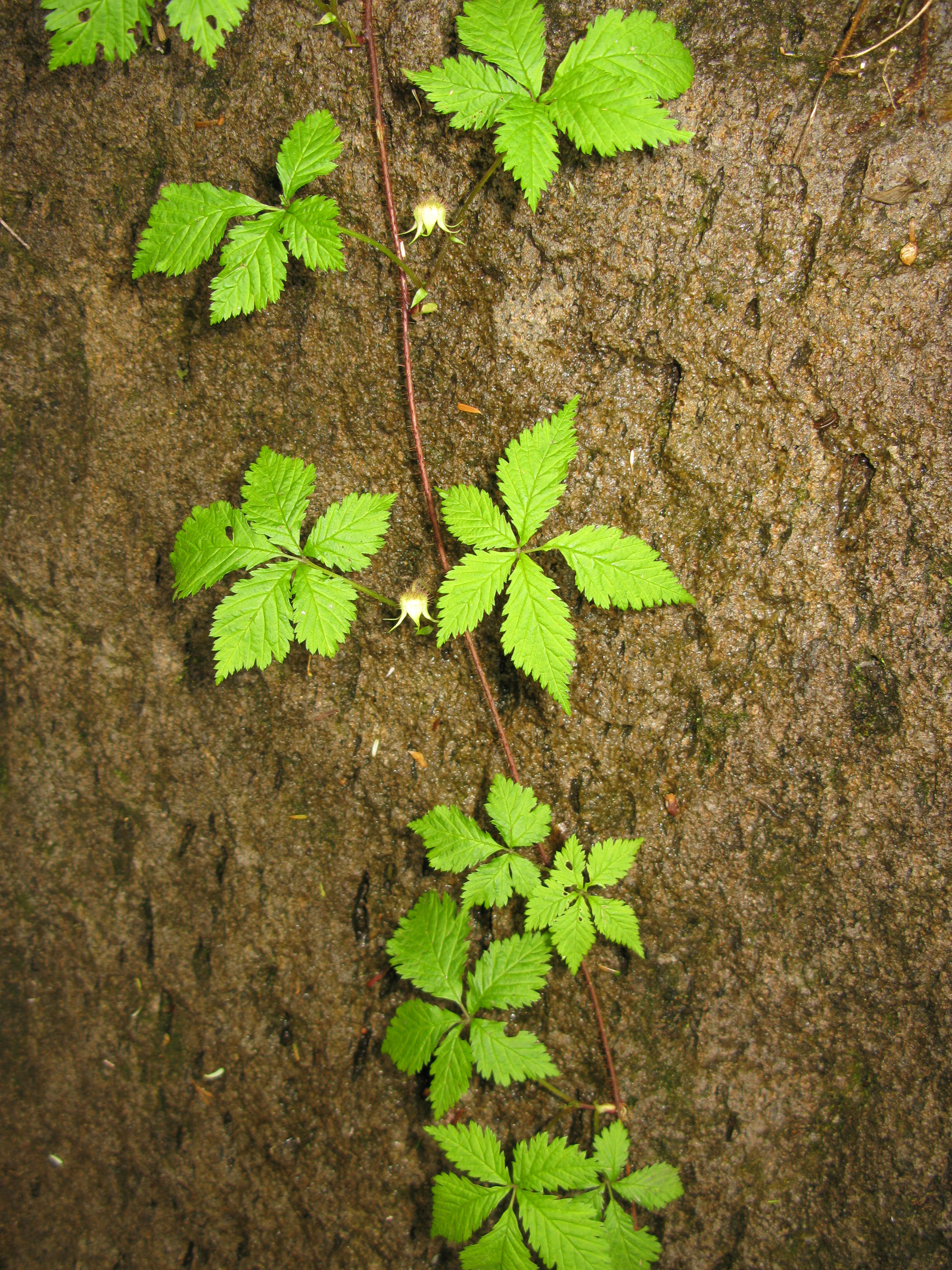
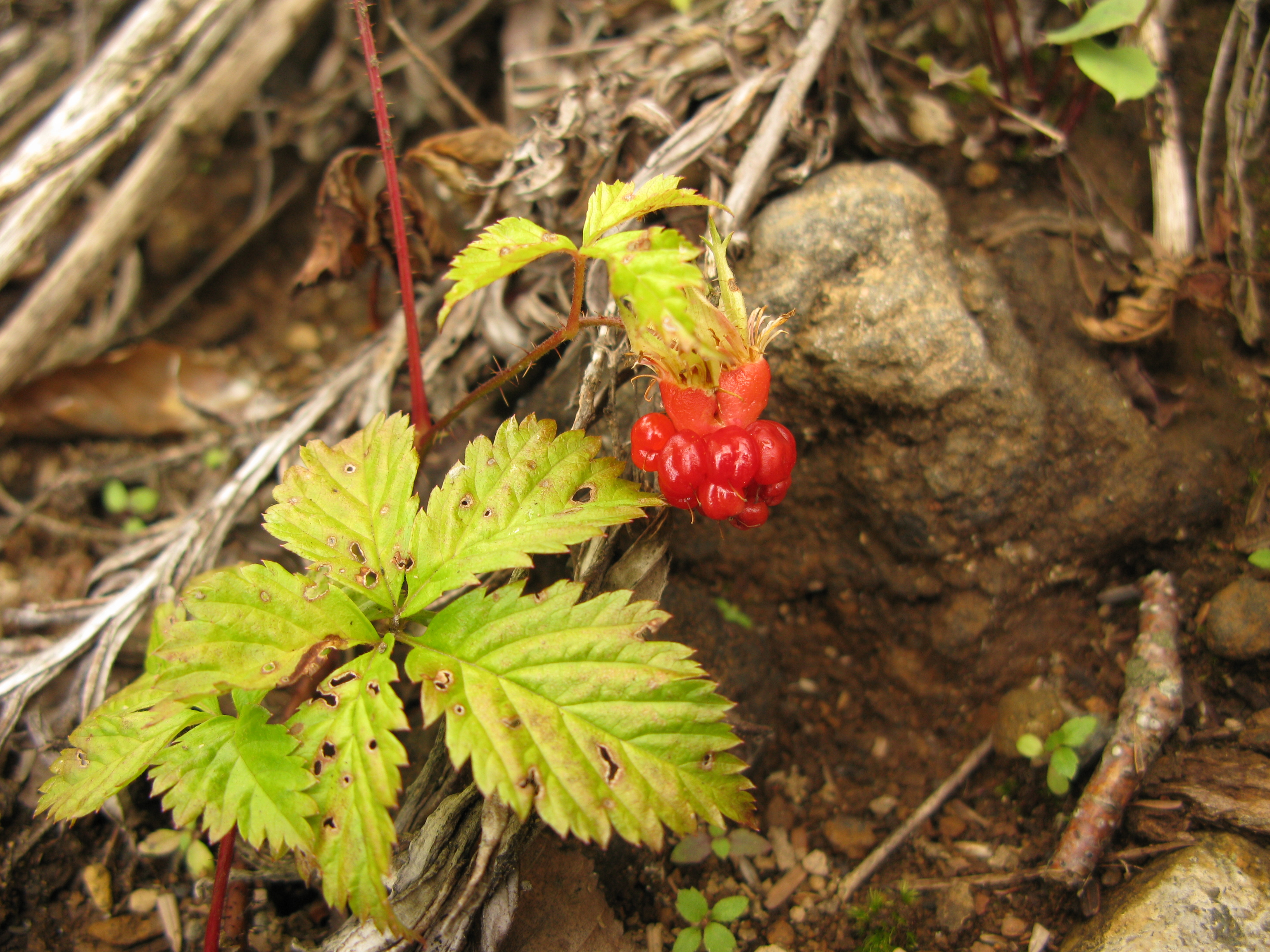
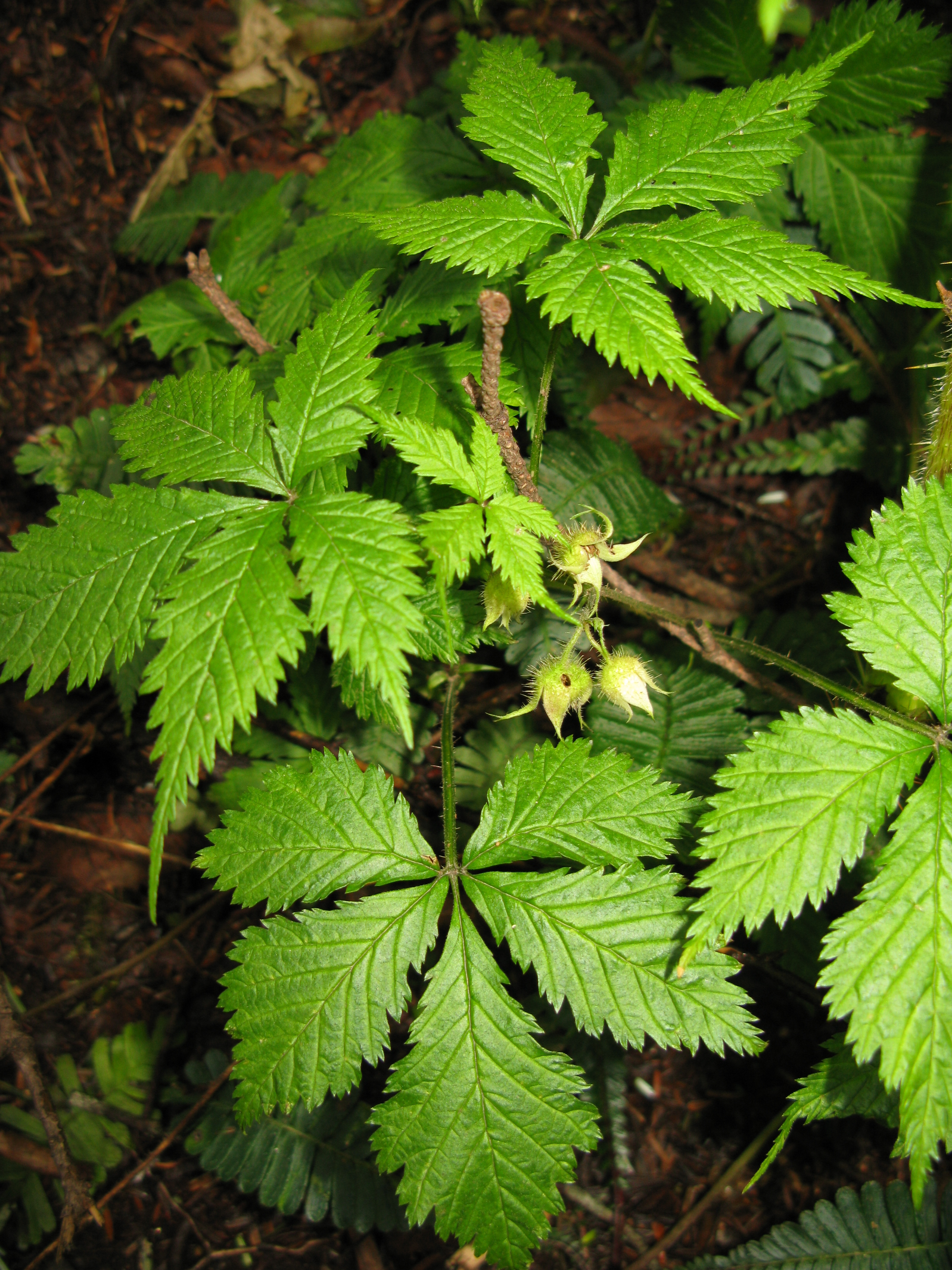